# Закон о удруженом раду
Закон о удруженом раду кога су људи скраћено звали по акрониму само ЗУР, био је један од темељних закона некадашње самоуправне социјалистичке Југославије од 1976. све до њеног распада 1990их.
ЗУР је ступио на снагу указом председника Тита 25. новембра 1976. након претходног изгласавања у тадашњој Савезној скупштини.

## Историја
Идејни креатор овог закона био је Едвард Кардељ који је од 1970. године био председник Координационе комисије свих већа Савезне скупштине за Уставна питања. Та Комисија (чији се састав мењао члановима из свих република и покрајина) израдила је уставне амандмане 1971, а затим припремила последњи устав СФРЈ, који је усвојен у фебруару 1974. године.
Формална потреба за доношењем ЗУР-а било је стварно стање у земљи након доношења Устава из 1974, када су почеле да ничу Организације удруженог рада . Оне су након Закона о удруженом раду постале једини могући правни облик по коме су друштвена предузећа и установе могли да послују, тако да је свака дотадашња радна организација морала бити правно усаглашена са ЗУР-ом.

### Позадина настанка Закона
Начелно, циљ свих ових промена било је даље јачање самоуправног социјализма – као магичне формуле уз помоћ које би се могле превладати све сциле и харидбе у којима се Југославија нашла у то доба. Савез комуниста Југославије је након великих политичких потреса – Студентских демонстрација 1968, Демонстрација на Косову 1968, масовног покрета у Хрватској 1970. и бројних штрајкова по предузећима – био свестан да се нешто мора предузети. Излаз је нађен у даљем јачању самоуправљања. Претходна декада прошла је у идеолошкој борби против централизма (званог - унитаризам) и планске привреде, односно, како је тада тумачено - против стаљинизма, као грубо поједностављене верзије марксизма. Западне републике и њихова руководства (Кардељ, Бакарић) начелно су били за смањење утицаја централне државе и јачање тржишних механизама – верујући да ће тржиште бити магична формула којом ће се регулисати све југословенске дубиозе (све већи трговински дефицит, националне тензије и технолошко заостајање), док су источне републике биле или одлучно против или за очување status quo. Овај податак треба узети са резервом јер је тзв. бораца за даље јачање самоуправљања било у свим републикама - (Петар Стамболић, Латинка Перовић, Киро Глигоров, Крсте Црвенковски, Џемал Биједић...), као и противничке струје зване унитаристи (Милош Жанко, Миха Маринко, Александар Ранковић, итд.).

### Конвергенција југословенскогсамоуправног социјализмаса западним економијама
У развијеним капиталистичким земљама, од 1960-их је постојао тренд цепања великих мамут корпорација на мање организационе јединице, због лакше контроле пословања и повећања њихове ефикасности, путем различитих организационих форми - франшиза, холдинг, итд.
Несумњиво је да су се и југословенски креатори ООУР-а угледали на западне узоре и желели да постигну сличан ефекат том формом у југословенској привреди.

### Закон
Закон је написан у маниру Наполеоновог кодекса, веома уопштено и кратко – имао је свега 16 чланова. ООУР-и су идеализовано замишљени као асоцијације слободних произвођача, организациона форма којом ће се повећати ефикасност привреде.
Практично се цела суштина Закона налази у његовом првом члану, који гласи: Радници у остваривању свога владајућег положаја у удруженом раду и друштву слободно, непосредно и равноправно, у односима самоуправне демократске повезаности, узајамне зависности, одговорности и солидарности, те у односима равноправности народа и народности управљају својим и укупним друштвеним радом у основној и другим организацијама удруженог рада, другим самоуправним организацијама и заједницама те у друштву у цјелини.
Закон у следећим члановима говори о ОУР-има, СОУР-има и СИЗ-овима и начину њиховог деловања. 

## Контроверзе око ЗУР-а и његовог спровођења у пракси
Након доношења Закона, почела је његова практична примена, која је поприлично закомпликовала југословенску економију, која је ионако била спутана бројним законима и администрацијом задуженом за спровођење и контролу.
Испрва се то сводило на писање, а касније чисто преписивање аката, којим би се нека радна организација ускладила са ЗУР-ом, које су радили истренирани правници. 
Временом су основани и посебни Судови удруженог рада, јер се испоставило да се редовни судови не могу бавити том материјом.
Због тог су за ЗУР сами тадашњи самоуправљачи у шали говорили да је акроним од синтагме задњи ударац раднику, мислећи притом на његове негативе последице. Наиме, Закон се претворио у свој антипод - уместо да стварно ослободи рад - смањењем бирократских стега и ослобођењем рада од непотребне и сувишне администрације - парадоксално је довео до бујања администрације и бирократске процедуре. Поредећи са данашњом домаћом и европском администрацијом бирократизација коју је донео Закон о удруженом раду изгледа тривијално.
Истина и сам идејни креатор тог закона Едвард Кардељ био је свестан тога, он је на крају и рекао: 

Закон о удруженом раду представља, такорећи, само основни правац изградње система самоуправног удруженог рада. У пракси ће се друштво, у остваривању тог система, сусретати са низом отворених проблема за које се морају потражити како демократска тако и научна и стручна решења и опредељења. Јер не могу се, да тако кажем, параграфима давати решења за свакодневне отворене проблеме у пракси.

## Контроверзе око ЗУР-а након1990.
О ЗУР-у се након демократских промена углавном писало и мислило негативно, и то од Јесеница до Ђевђелије. У новије вријеме, након заоштрене економске ситуације и кризе, однос се почео полако мења, и многи почињу да увиђају да ЗУР и није био толико лош.

## Резултати и проблеми
Основни проблем у примени Закона о удруженом раду, у односу на замисао и идеју радничког самоуправљања, јесте да је ООУР у пракси почео да поприма особине предузећа оријентисаног на принципу капиталне добити, док су радне организације, чији је ООУР законски морао да буде део, дошле у други план. Тиме су основне организације удруженог рада све више личиле на акционарска друштва са запада, чиме се суштински губила контрола природних особина капитала од стране радника што је основна идеја социјализма. Конкретно, сваки ООУР је имао своје финансијске апарате независне од финансија радних организација којима су припадали. Ово је исправљено 1987. године Законом о изменама и допунама Закона о удруженом раду којим је финансијска администрација законски пренесена на радне организације. Међутим, тада је раднички покрет у свету већ изгубио битку са капиталом те су успеси југословенског модела друштва, радничког самоуправљања и овог закона уопште, остали невидљиви у шаренилу производа које је нудио систем оријентисан према максимализовању и истискању капитала из друштва. 
Несумњив резултат и успех који су остварили Закон о удруженом раду и самоуправна идеја у целини огледао се у високом радничком стандарду, неусиљеном раду и високом економском и културном производу целокупног југословенског друштва.